# Joey Logano
Joseph Thomas "Joey" Logano (Middletown, 24 de maio de 1990) é um piloto de automobilismo dos Estados Unidos.
Desde 2009, Logano, que é descendente de italianos, é participante regular dos grids da NASCAR. Estreou na NASCAR pela equipe de Joe Gibbs, em 2008, mas apenas em 2009 começou a correr em tempo integral pela equipe, sendo companheiro de equipe de Denny Hamlin e Kyle Busch. Logano entrou com apenas 18 anos na Sprint Cup e tinha a tarefa de substituir o até então bicampeão da NASCAR, Tony Stewart. Mas só conseguiu 2 vitórias em 4 anos. Em 2013, Logano se mudou para a equipe Penske, tendo como companheiro de equipe: Brad Keselowski. Em 3 anos pela Penske, Logano já conquistou 12 vitórias. Um número bem mais expressivo do que os que apresentou pela Joe Gibbs Racing.

## Principais Vitórias

### NASCAR -Sprint Cup
- 2009 - Camping World RV Sales 301 (Loudon)
- 2012 - Pocono 400 (Pocono)
- 2013 - Pure Michigan 400 (Michigan)
- 2014 - Duck Commander 500 (Texas), Toyota Owners 400 (Richmond), Irwin Tools Night Race (Bristol), Sylvania 300 (Loudon), Hollywood Casino 400 (Kansas)
- 2015 - Daytona 500 (Daytona), Cheez-It 355 at The Glen (Watkins Glen), Irwin Tools Night Race (Bristol), Bank of America 500 (Charlotte), Hollywood Casino 400 (Kansas), CampingWorld.com 500 (Talladega)
- 2016 - Quicken Loans 400 (Michigan), CampingWorld.com 500 (Talladega), Quicken Loans Race for Heroes 500 (Phoenix)

### NASCAR -Xfinity Series
- 2008 - Kentucky
- 2009 - Nashville, Kentucky, Chicagoland, Kansas e Fontana
- 2010 - Kentucky e Kansas
- 2011 - Daytona
- 2012 - Fontana, Talladega, Darlington, Dover (x2), Michigan, Bristol, Charlotte e Phoenix
- 2013 - Dover (x2) e Chicagoland
- 2015 - Phoenix, Bristol, Talladega e Watkins Glen
- 2016 - Watkins Glen e Charlotte

### NASCAR -Camping World Truck Series
- 2015 - Martinsville  2023 - Bristol